# Sixième circonscription de la Marne
La sixième circonscription de la Marne était l'une des six circonscriptions législatives françaises que compte le département de la Marne, alors situé en région Champagne-Ardenne. Créée pour les élections législatives de 1988, la circonscription est supprimée lors du redécoupage des circonscriptions de 2010, prenant effet en 2012.

## Description géographique et démographique
La sixième circonscription de la Marne est créée par le découpage électoral de la loi n°86-1197 du 24 novembre 1986. Elle regroupe les cantons marnais suivants : Ay, Châtillon-sur-Marne, Dormans, Épernay I, Épernay II, Esternay, Montmirail, Montmort-Lucy et Sézanne.
D'après le recensement général de la population en 1999, réalisé par l'Institut national de la statistique et des études économiques (INSEE), la population totale de cette circonscription est estimée à 92 570 habitants (contre 93 266 en 1990). La circonscription est surreprésentée par rapport à la moyenne nationale (voir la carte de représentativité des circonscriptions législatives françaises), la représentativité théorique par circonscription étant de 105 600 habitants.

## Historique des députations
| Législature | Début de mandat | Fin de mandat  | Député           | Parti politique | Observations                                                                                            |
| ----------- | --------------- | -------------- | ---------------- | --------------- | --- |
| IXe         | 23 juin 1988    | 1er avril 1993 | Bernard Stasi    | UDF-CDS         | Maire d'Épernay                                                                                         |
| Xe          | 2 avril 1993    | 21 avril 1997  | Philippe Martin  | Divers droite   | Maire de Cumières Mandat écourté à la suite d'une dissolution parlementaire décidée par Jacques Chirac. |
| XIe         | 12 juin 1997    | 18 juin 2002   | Philippe Martin  | RPR (apparenté) | Maire de Cumières                                                                                       |
| XIIe        | 19 juin 2002    | 19 juin 2007   | Philippe Martin, | UMP,            | Maire de Cumières                                                                                       |
| XIIIe       | 20 juin 2007    | 19 juin 2012   | Philippe Martin  | UMP             | Maire puis adjoint au maire de Cumières (à partir de 2008)                                              |

## Historique des élections

### Élections de 1988
| Candidat       | Candidat                    | Parti             | Premier tour | Premier tour | Second tour | Second tour |  |
| Candidat       | Candidat                    | Parti             | Voix         | %            | Voix        | %           |  |
| -------------- | --------------------------- | ----------------- | ------------ | ------------ | ----------- | ----------- |  |
|                | Bernard Stasi sortant réélu | UDF (CDS) (URC)   | 16 389       | 39,43        | 23 241      | 52,12       |  |
|                | Michel Thomas               | PS                | 12 387       | 29,8         | 21 349      | 47,88       |  |
|                | Jacques Robert              | FN                | 5 686        | 13,68        |             |             |  |
|                | Jacques Perrein             | PCF               | 5 585        | 13,44        |             |             |  |
|                | Bernard Legrand             | Divers écologiste | 1 267        | 3,05         |             |             |  |
|                | Annick Procquez             | POE               | 252          | 0,61         |             |             |  |
|                |                             |                   |              |              |             |             |  |
| Inscrits       | Inscrits                    | Inscrits          | 65 368       | 100,00       | 65 354      | 100,00      |  |
| Abstentions    | Abstentions                 | Abstentions       | 22 903       | 35,04        | 19 065      | 29,17       |  |
| Votants        | Votants                     | Votants           | 42 465       | 64,96        | 46 289      | 70,83       |  |
| Blancs et nuls | Blancs et nuls              | Blancs et nuls    | 899          | 2,12         | 1 699       | 3,67        |  |
| Exprimés       | Exprimés                    | Exprimés          | 41 566       | 97,88        | 44 590      | 96,33       |  |

Le suppléant de Bernard Stasi était Jean-Mary Tarlant, trésorier du Syndicat général des vignerons, membre du bureau de la Chambre d'Agriculture de la Marne.

### Élections de 1993
| Candidat       | Candidat              | Parti             | Premier tour | Premier tour | Second tour | Second tour |  |
| Candidat       | Candidat              | Parti             | Voix         | %            | Voix        | %           |  |
| -------------- | --------------------- | ----------------- | ------------ | ------------ | ----------- | ----------- |  |
|                | Bernard Stasi sortant | UDF (CDS)         | 13 548       | 32,74        | 16 471      | 49,93       |  |
|                | Philippe Martin élu   | Divers droite     | 6 674        | 16,13        | 16 520      | 50,07       |  |
|                | Sylvain Gliozzo       | FN                | 6 236        | 15,07        |             |             |  |
|                | Jacques Perrein       | PCF               | 4 602        | 11,12        |             |             |  |
|                | Jacky Blavier         | PS (ADFP)         | 4 430        | 10,71        |             |             |  |
|                | Marc Lefevre          | Les Verts (EÉ)    | 2 614        | 6,32         |             |             |  |
|                | Nicole Hinglais       | Divers écologiste | 1 782        | 4,31         |             |             |  |
|                | Jeanne Pointillart    | Divers écologiste | 1 193        | 2,88         |             |             |  |
|                | Yves Gautron          | Extrême droite    | 302          | 0,73         |             |             |  |
|                |                       |                   |              |              |             |             |  |
| Inscrits       | Inscrits              | Inscrits          | 66 223       | 100,00       | 66 204      | 100,00      |  |
| Abstentions    | Abstentions           | Abstentions       | 22 626       | 34,17        | 26 031      | 39,32       |  |
| Votants        | Votants               | Votants           | 43 597       | 65,83        | 40 173      | 60,68       |  |
| Blancs et nuls | Blancs et nuls        | Blancs et nuls    | 2 216        | 5,08         | 7 182       | 17,88       |  |
| Exprimés       | Exprimés              | Exprimés          | 41 381       | 94,92        | 32 991      | 82,12       |  |

Bernard Stasi conteste le résultat de l'élection et saisit le conseil constitutionnel. Ce dernier constate, dans certains bureaux de vote, l'absence d'émargement fiable ainsi qu'un mauvais décomptage de bulletins blancs, des irrégularités qui ne permettent plus de garantir la sincérité du scrutin, et annule les résultats des bureaux concernés, supérieurs aux 50 voix d'écart entre les candidats du second tour, ce qui invalide l'élection de Martin
Une élection partielle est donc organisée.
Le suppléant de Philippe Martin était Jean-Claude Miro, commerçant.

### Élection législative partielle du 5 et 12 décembre 1993
Philippe Martin est réélu le 12 décembre 1993, en battant Bernard Stasi.

### Élections de 1997
| Candidat       | Candidat                      | Parti          | Premier tour | Premier tour | Second tour | Second tour |  |
| Candidat       | Candidat                      | Parti          | Voix         | %            | Voix        | %           |  |
| -------------- | ----------------------------- | -------------- | ------------ | ------------ | ----------- | ----------- |  |
|                | Philippe Martin sortant réélu | RPR            | 11 564       | 27,73        | 22 545      | 52,15       |  |
|                | Marie-Angèle Klaine           | Les Verts      | 8 202        | 19,67        | 20 690      | 47,85       |  |
|                | Jean-Paul Caillez             | FN             | 7 394        | 17,73        |             |             |  |
|                | Raymond Galataud              | PCF            | 5 567        | 13,35        |             |             |  |
|                | Pierre-Yves Jardel            | diss. UDF      | 5 407        | 12,97        |             |             |  |
|                | Christian Collin              | GÉ             | 1 705        | 4,09         |             |             |  |
|                | Laurent Vasse                 | LDI (MPF)      | 1 252        | 3            |             |             |  |
|                | Christophe Pawlowski          | US4J           | 604          | 1,45         |             |             |  |
|                |                               |                |              |              |             |             |  |
| Inscrits       | Inscrits                      | Inscrits       | 66 227       | 100,00       | 66 264      | 100,00      |  |
| Abstentions    | Abstentions                   | Abstentions    | 22 452       | 33,9         | 20 131      | 30,38       |  |
| Votants        | Votants                       | Votants        | 43 775       | 66,1         | 46 133      | 69,62       |  |
| Blancs et nuls | Blancs et nuls                | Blancs et nuls | 2 080        | 4,75         | 2 898       | 6,28        |  |
| Exprimés       | Exprimés                      | Exprimés       | 41 695       | 95,25        | 43 235      | 93,72       |  |

Le suppléant de Philippe Martin était Claude Gobillard, artisan, conseiller municipal de Sézanne.

### Élections de 2002
| Candidat       | Candidat                      | Parti             | Premier tour | Premier tour | Second tour | Second tour |  |
| Candidat       | Candidat                      | Parti             | Voix         | %            | Voix        | %           |  |
| -------------- | ----------------------------- | ----------------- | ------------ | ------------ | ----------- | ----------- |  |
|                | Philippe Martin sortant réélu | UMP               | 18 724       | 47,76        | 21 829      | 62,38       |  |
|                | Marie-Angèle Klaine           | Les Verts         | 7 691        | 19,62        | 13 166      | 37,62       |  |
|                | Élisabeth Foureur             | FN                | 5 512        | 14,06        |             |             |  |
|                | Karine Jarry                  | PCF               | 2 184        | 5,57         |             |             |  |
|                | Guillaume Peltier             | MPF               | 1 132        | 2,89         |             |             |  |
|                | Jacky Blavier                 | Pôle républicain  | 1 130        | 2,88         |             |             |  |
|                | Nathalie Bouziane             | LCR               | 1 017        | 2,59         |             |             |  |
|                | Annie Souchon                 | LO                | 751          | 1,92         |             |             |  |
|                | Henri Tarico                  | MNR               | 328          | 0,84         |             |             |  |
|                | Jean-Pierre Paris             | GÉ                | 321          | 0,82         |             |             |  |
|                | Thierry Pinaud                | Divers écologiste | 225          | 0,57         |             |             |  |
|                | Élisabeth Chamboredon         | IR                | 188          | 0,48         |             |             |  |
|                |                               |                   |              |              |             |             |  |
| Inscrits       | Inscrits                      | Inscrits          | 67 350       | 100,00       | 67 343      | 100,00      |  |
| Abstentions    | Abstentions                   | Abstentions       | 27 219       | 40,41        | 30 798      | 45,73       |  |
| Votants        | Votants                       | Votants           | 40 131       | 59,59        | 36 545      | 54,27       |  |
| Blancs et nuls | Blancs et nuls                | Blancs et nuls    | 928          | 2,31         | 1 550       | 4,24        |  |
| Exprimés       | Exprimés                      | Exprimés          | 39 203       | 97,69        | 34 995      | 95,76       |  |

Le suppléant de Philippe Martin était Claude Gobillard.

### Élections de 2007
|                | Philippe Martin sortant réélu | UMP            | 19 752 | 51,72  |  |  |  |
|                | Daniel Lemaire                | PS             | 7 503  | 19,65  |  |  |  |
|                | Jonathan Rodrigues            | UDF–MoDem      | 3 070  | 8,04   |  |  |  |
|                | Denis Domingues               | FN             | 2 341  | 6,13   |  |  |  |
|                | Karine Jarry                  | PCF            | 1 384  | 3,62   |  |  |  |
|                | Michel Martin                 | LCR            | 1 319  | 3,45   |  |  |  |
|                | Laure Lechatellier            | Les Verts      | 1 043  | 2,73   |  |  |  |
|                | Jacky Blavier                 | MRC            | 595    | 1,56   |  |  |  |
|                | Marie-Thérèse Ballot          | MPF            | 392    | 1,03   |  |  |  |
|                | Julien Dichant                | LO             | 343    | 0,9    |  |  |  |
|                | Gilles Chemin                 | Divers         | 239    | 0,63   |  |  |  |
|                | Sylvain Gliozzo               | MNR            | 209    | 0,55   |  |  |  |
|                |                               |                |        |        |  |  |  |
| Inscrits       | Inscrits                      | Inscrits       | 68 021 | 100,00 |  |  |  |
| Abstentions    | Abstentions                   | Abstentions    | 29 166 | 42,88  |  |  |  |
| Votants        | Votants                       | Votants        | 38 855 | 57,12  |  |  |  |
| Blancs et nuls | Blancs et nuls                | Blancs et nuls | 665    | 1,71   |  |  |  |
| Exprimés       | Exprimés                      | Exprimés       | 38 190 | 98,29  |  |  |  |